# Siklér Ferenc
Siklér Ferenc (Győr, 1971. március 4. –) magyar fizikus, kutatóprofesszor, a Magyar Tudományos Akadémia levelező tagja.

## Tanulmányai
1994-ben diplomázott az Eötvös Loránd Tudományegyetem fizikus szakán. 1998-ban PhD fokozatot szerzett, disszertációjának címe: Részecskekorrelációk vizsgálata nagyenergiájú nehézion-ütközésekben.
2014-ben védte meg akadémiai nagydoktori dolgozatát. Dolgozatának címe: Új kiértékelési módszerek és alkalmazásuk az erős kölcsönhatás vizsgálatában.

## Szakmai tevékenysége
Tudományterülete a kísérleti részecskefizika. Éveket töltött a genfi CERN kutatóintézetben tudományos munkatársként és vendég professzorként. Munkássága jelentős szerepet játszott a CERN gyorsítóin begyűjtött kísérleti adatok elemzésében és publikálásukban. Eredményeket ért el a részecskék azonosítására, nyomkövetésére és a kölcsönhatási pontok keresésére kidolgozott saját módszereivel, így a részecskék a korábbi módszerekhez képest jóval megbízhatóbban azonosíthatók és követhetők a CERN CMS kísérletekben. A proton-proton, proton-atommag és atommag-atommag ütközésekben megmutatta, hogy a keltett részecskékre jellemző tulajdonságok erősen függnek a részecskeszámtól (gluontelítés jelensége), viszont az ütközés energiájával alig változnak. Jelenleg a proton-proton és proton-atommag ütközésekben előreszórt részecskékkel, ehhez kapcsolódóan gluonban gazdag állapotok kutatásával foglalkozik.
2022-ben a Magyar Tudományos Akadémia levelező tagjává választották.Székfoglaló előadásának címe: Kísérleti részecskefizika: az erős kölcsönhatás nyomában.
1997-tól az MTA KFKI Részecske- és Magfizikai Intézetének munkatársa. 2023-tól a HUN-REN Wigner Fizikai Kutatóközpont Részecske- és Magfizikai Intézetének tudományos igazgatóhelyettese.

## Tisztségek
2014-től a Magyar CERN Bizottság állandó meghívottja (NKFIH).
2017-2023 MTA Részecskefizikai Tudományos Bizottság elnöke. Jelenleg szavazati jogú tagja.
European Committee for Future Accelerators (ECFA) tagja.

## Díjai, elismerései
- Akadémiai Ifjúsági Díj (2004)[11][14]
- Jánossy Lajos díj (Eötvös Loránd Fizikai Társulat) (2009)[11]
- MTA Fizikai Osztály Díja (2010)[11]
- Akadémiai Díj (Magyar Tudományos Akadémia Elnöksége) (2016)[11]